# Acueducto de Noáin
El acueducto de Noáin o acueducto de Subiza es una obra realizada durante el reinado de Carlos III de España para la conducción de agua potable a la ciudad de Pamplona, en Navarra (España).
En 1992 fue declarado Bien de Interés Cultural con categoría de Monumento.

## Descripción
Utiliza las aguas del manantial de Subiza, situado en la vertiente norte de la sierra del Perdón y abasteció a la ciudad hasta el año 1895.
El proyecto del acueducto fue inicialmente encargado al ingeniero francés Francisco Geni, pero finalmente fue realizado en 1782 por Ventura Rodríguez con la colaboración de Santos Ángel de Ochandátegui y, posteriormente, con Francisco Alejo Aranguren.

Su longitud es de 1 km con 96 arcos, y el coste de su construcción ascendió a 1 250 000 pesetas.